# E47
La ruta europea E47 és una carretera que forma part de la Xarxa de carreteres europees. Comença a Helsingborg (Suècia) i finalitza a Lübeck (Alemanya). Té una longitud de 342 km. Té una orientació de nord a sud i passa per Suècia, Dinamarca i Alemanya.